# Moscovium
Moscovium (český název moskovium nevychází z odborných kruhů, ale ze zprávy ČTK, a nelze ho zatím brát jako konečný; chemická značka Mc) je transuran s protonovým číslem 115.

## Historie
1. února 2004 publikoval tým ruských a amerických vědců zprávu o přípravě ununpentia (dnes moscovia) a ununtria (dnes nihonia). 28. září tyto výsledky potvrdili japonští vědci.
 48
20 Ca +  243
95 Am →  291
115 Mc →  288
115 Mc + 3  1
0 n →  284
113 Nh + α
 48
20 Ca +  243
95 Am →  291
115 Mc →  287
115 Mc + 4  1
0 n →  283
113 Nh + α
Atomy americia byly bombardovány atomy vápníku. Produktem byly čtyři atomy ununpentia. Tyto atomy se během sekundy rozpadly na ununtrium. Vzniklé ununtrium existovalo po dobu 1,2 sekundy, poté rozpad pokračoval.
V roce 2013 byla existence ununpentia (dnes moscovia) prokázána spektroskopicky.
V prosinci 2015 Mezinárodní unie pro čistou a užitou chemii potvrdila splnění kritérií pro prokázání objevu nového prvku, Uup uznala za objevené spolupracujícími týmy vědců ze Spojeného ústavu jaderných výzkumů v Dubně (Rusko), Lawrence Livermore National Laboratory (Kalifornie, USA) a Národní laboratoře Oak Ridge (Tennessee, USA) a vyzvala objevitele k navržení konečného názvu a značky. Konečným návrhem objevitelů byl název moscovium a značka Mc. Prvek je takto pojmenován na počest Moskevské oblasti, kde se nachází SÚJV. Tento návrh konečného pojmenování předložila IUPAC v červnu 2016 k veřejné diskusi a 28. listopadu 2016 schválila jako konečné pojmenování a značku.

## Izotopy
Dosud (2018) jsou známy následující izotopy moscovia:
| Izotop | Rok objevu | Reakce         | Poločas přeměny |
| ------ | ---------- | -------------- | --------------- |
| 287Mc  | 2003       | 243Am(48Ca,4n) | 32 ms           |
| 288Mc  | 2003       | 243Am(48Ca,3n) | 87 ms           |
| 289Mc  |            |                | 0,22 s          |
| 290Mc  |            |                | 16 ms           |
| 291Mc  |            |                | ?               |